# الزراعة في مصر القديمة

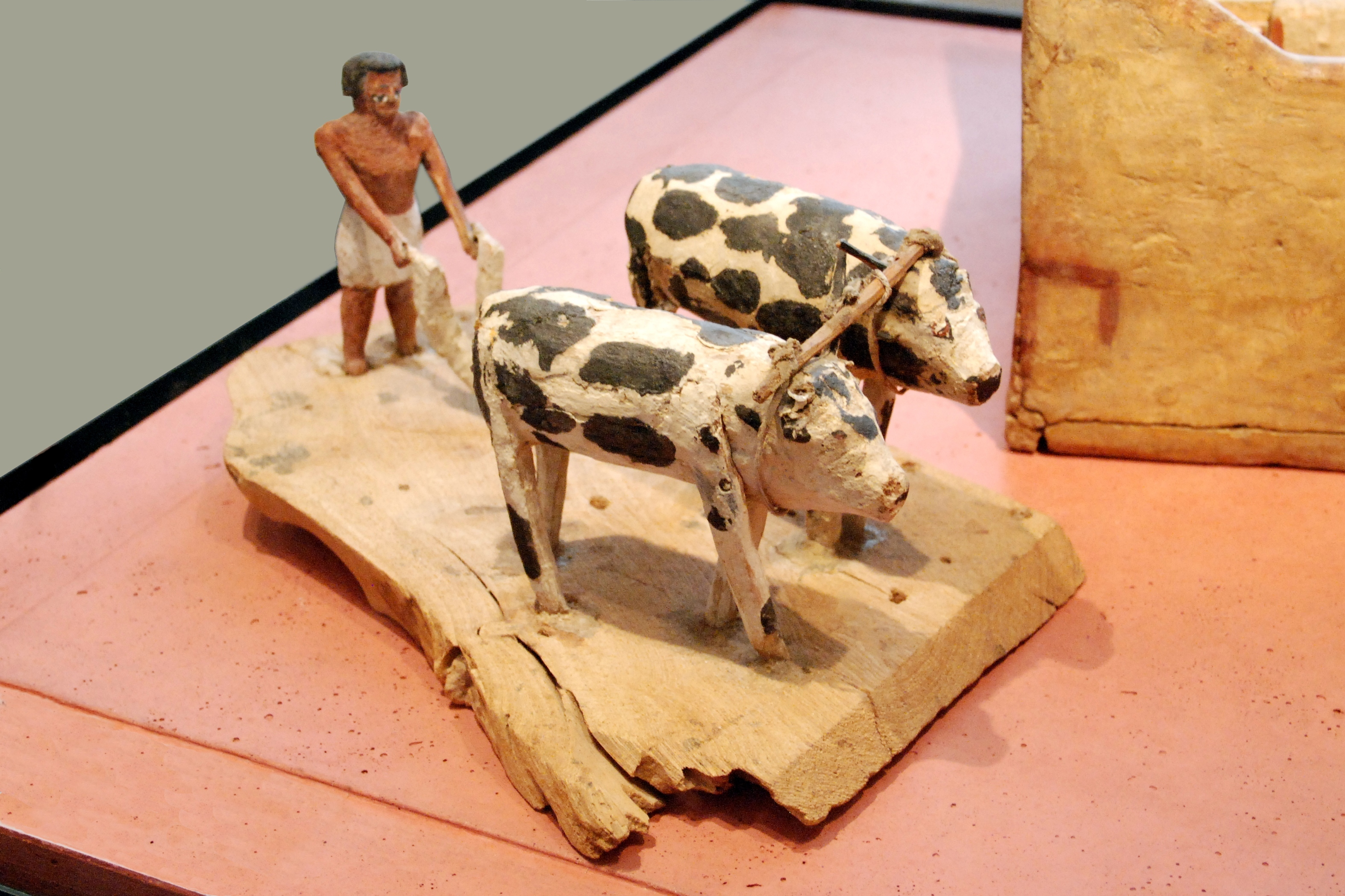

الزراعة في مصر القديمة كانت حضارة مصر القديمة مدينة لنهر النيل وفيضاناته الموسمية التي يمكن الاعتماد عليها. وقد مكّنت سهولة التنبؤ بالنهر والتربة الخصبة المصريين من بناء إمبراطورية على أساس ثروة زراعية كبيرة. عُرف المصريون أنهم كانوا من أوائل المجموعات التي مارست الزراعة على نطاق واسع. كان ذلك ممكنا بسبب براعة المصريين لتطويرهم الري بالغمر. وقد أتاحت ممارساتهم الزراعية لإنبات المحاصيل الغذائية الأساسية للحياة، وخاصة الحبوب مثل القمح والشعير، والمحاصيل الصناعية، مثل الكتان والبردي.

## الري
تطورت حضارة مصر القديمة في المناخ القاحل في شمال أفريقيا؛ حيث تتميز هذه المنطقة بالصحارى العربية والليبية، ونهر النيل. النيل هو أحد أطول الأنهار في العالم، حيث يتدفق شمالا من بحيرة فيكتوريا ويصب في البحر الأبيض المتوسط. ينقسم مجرى النيل إلى رافدان رئيسيان؛ هما النيل الأزرق الذي ينبع من إثيوبيا، والنيل الأبيض الذي ينبع من رواندا. في حين يعتبر النيل الأبيض أطول وأسهل اجتيازا، يزداد عنه النيل الأزرق بثلثي كمية مياه النهر. وتُستمد أسماء الروافد من لون الماء الذي تجري به. تتجمع الروافد في الخرطوم، ثم تتفرع مرة أخرى عندما تصل إلى مصر، لتشكل دلتا النيل.
استغل المصريون القدماء نمط الفيضانات السنوي الطبيعي لنهر النيل. ولأن هذه الفيضانات كانت تحدث بشكل يمكن التنبؤ به إلى حد ما، تمكن المصريون من تطوير ممارساتهم الزراعية على ضفافه؛ حيث قاموا بإنشاء العديد من المشروعات المستحدثة في الرى منها حفر القنوات والترع والسدود من أجل نقل مياه النيل وتوزيعها للري والشرب. ترتفع مستويات المياه في النهر، والتي كانوا يقيسون على أساسها منسوب الفيضان من أجل تحديد قيمة الضرائب التي تفرض على المزارعين، في أغسطس وسبتمبر، مما يترك السهول الفيضية والدلتا مغمورة بـ 1.5 متر من المياه في ذروة الفيضان. ويعرف هذا الفيضان السنوي للنهر بموسم الفيضان. ومع انحسار مياه الفيضان أثناء موسم الظهور في تشرين الأول / أكتوبر، يجد المزارعون تربة خصبة وأرض مروّاة بالمياه العذبة لزراعة محاصيلهم. وتعرف التربة التي خلفها الفيضان بالطمي، قادمة من المرتفعات الإثيوبية لتجمع العناصر العضوية الغنيّة مع جريان النيل. وكانت الزراعة تبدأ في أكتوبر/تشرين الأول بمجرد انتهاء الفيضان، وتُترك المحاصيل لتنمو بشكل طبيعي وأقل قدر من الرعاية إلى أن تنضج بين شهري آذار/مارس وأيار/مايو قبل موسم الحصاد. في حين كان الفيضان في نهر النيل أكثر قابلية للتنبؤ والهدوء عن الأنهار الأخرى، مثل نهري دجلة والفرات، إلا أنه لم يكن مثاليا على الدوام. كانت مياه الفيضان العالية مدمرة، بل كان بإمكانها أن تدمر القنوات التي شقها المزارعون للري. على جانب اخر كان انقطاع الفيضان في موسمه يصنع مشكلة أكثر خطورة من مجرد تهدم القنوات؛ تاركا المصريون يعانون وطأة المجاعة.

### طرق الري
حفر قدماء المصريين الترع لتوجيه المياه إلى أماكن بعيدة عن ضفاف نهر النيل، واستخدموا الشادوف لرفع المياه من نهر النيل أو الترعة إلى الحقول الأعلى. والشادوف هو عمود طويل يرتكز على محور مرتفع، ويستخدم لخفض ورفع دلو يمتلئ بالماء؛ من النهر أو الترعة. وقد صور هذا في مشاهد من مقبرة إبي، في دير المدينة. وكانت المياه تنقل أيضا في جرار تحمل بواسطة نير يستقر على الكتفين؛ وقد صور هذا أيضا في مشاهد من الحياة اليومية. وحفر قدماء المصريين ترعة طويلة للري، تعرف ببحر يوسف، لجلب المياه للرى من نهر النيل إلى منخفض الفيوم.

### مشروعات الري
الزراعة أساس حضارة مصر القديمة. تميزت الحضارة المصرية القديمة بطابعها الزراعي.
قامت الحضارة حينما استقر الإنسان المصري القديم وزرع الأرض.
كانت الزراعة أساس رخاء البلاد وثروتها فقد أحسن المصري القديم استغلال الأرض وموارد مصر الطبيعية لسد حاجاته.
يعتبر نهر النيل من أهم العوامل الطبيعية التي ساعدت على قيام الحضارة المصرية وقد راقب المصريون القدماء نهر النيل وعرفوا كيف يستفيدون من مياهه عن طريق:
إقامة المقاييس
إقامة السدود
حفر الترع والقنوات واستخدموا الشادوف والمنجل والمحاريث التي تجرها الثيران
لتسجيل أيام الفيضان ودرجة ارتفاع مياه نهر النيل وانخفاضها.

## نظام الزراعة
العمليات الزراعية: كانت الزراعة في مصر القديمة تمر بعدة مراحل بعد أن تنسحب مياه الفيضان من الأرض إلى نهر النيل. ويمكن تلخيص عمليات الزراعة في مصر القديمة فيما يلي:
- العزق والحرث: يقوم الفلاح بعزق الأرض بالفأس وحرثها بمحاريث تجرها الثيران.
- بذر البذور: يقوم الفلاح ببذر البذور وإطلاق الأغنام لتغرسها بأرجلها في التربة.
- الحصاد: ينتظر الفلاح حتى ينضج المحصول فيقوم بعملية الحصاد وجمعه في شباك أو وضعه في شكل حزم لنقله إلى الأجران لتدرسه الدواب.
- التخزين: يقوم الفلاح بعملية تذرية الحبوب وغربلتها وتسجيل مقدار المحصول وتخزينه في صوامع لحفظه.

## المحاصيل الزراعية
كانت مصر تشتهر في هذة الفترة بزراعة أصناف كثيرة من الحبوب والنباتات والخضروات
1. ومنها من الفول، العدس، الذرة العويجة، الحلبة، الخيار، البصل، الخس
2. ومن الفواكة التين، العنب، النبق، الجميز، البلح.
3. وهنا محاصيل الزيتية، مثل السمسم، الخروع، كما بدأت زراعة الزيتون منذ الأسرة الثامنة عشر ولكنه كان نادراً دائماً.
4. كذلك كانت بمصر حدائق للزهور ممتدة من الزوق المصري، الذي أحب باقات الزهور وأكاليلها، وتوجد صور ملونة لهذه الباقات والأكاليل مرسومة على أرضيات القصور، ومن تلك الزهور أزهار اللوتس والأقحوان وأزهار الغلال الزرقاء، وكذلك النبات المعروف باللفاح، وكانوا يعتبرون ثماره رمزاً للحب،
5. وهناك أيضاًنباتات برية تنمو على ضفاف النيل وفي الصحراء من أعشاب الكرفس والريزومات مما يستعمل إما في طهي الطعام أو في العطور والبردي ونباتات الزينة مثل اللبلاب والسوسن، ونباتات الصباغة، والنباتات الطبية مثل شجرة التربنتين.

## الآلات
استخدم المصري القديم الشادوف في الزراعة وهي اله تستخدم لنقل المياه للمناطق البعيدة عن الفيضان وبواسطته استطاع المصري القديم زراعة أكثر من محصول في العام الواحد وهنا ظهرت عبقرية المصري القديم

## تربية الطيور والحيوانات
تربية الحيوانات والطيور:
اهتم الزارع بتربية الأبقار والأغنام والدواب.
استفاد الزارع من الحيوانات في أعمال الحقل والنقل كما استفاد من جلودها ولحومها وصوفها وشعرها.
اهتم بتربية الطيور (البط – الحمام – الأوز).
اهتم بتربية نحل العسل.

## الدين والزراعة
لقد كان المصري القديم يؤمن بوجود إله أعظم، فقد كانت الزراعة لها شأنها ولها من ذلك الإله العظيمة، فهم كانو يرعون شؤون الزراعة ومنهم أوزيريس إله الزراعة والخضرة والبعث المرتبط بفيضان النيل، وزوجته إيزيس رمز الوفاء لزوجها ورمز الفلاحة المصرية والسحر والجمال. والإلهة «سخت» إلهة الحقول، واسمها مرسوم على رأسها. وهي تحمل مائدة قرابين عليها البيض والطيور وزهور اللوتس وأسفلها زهور اللوتس والسمك.الإلهة إيزيس
واله الحبوب نبر وله أيضا رسومات وتراه متوجا بسنابل القمح ويحمل في يديه حزمتين من القمح. وإله فيضان النيل «حابى» ونشاهده وهو يحمل مائدة القرابين التي بها خيرات الحقل ونهر النيل، كما نرى نقوشا ورسوماً له وهو يوحد القطرين، الصعيد والدلتا.